# Federación Francesa de Sociedades Feministas
La Federación Francesa de Sociedades Feministas es una organización feminista francesa fundada en 1891.

## Fundación
La creación de la federación se anunció en noviembre de 1891. Eugénie Potonié-Pierre reúne a ocho grupos feministas en París para formar la Federación Francesa de Sociedades Feministas. La "Unión Universal de Mujeres" se unió a la federación así como a la Sociedad de Lactancia Materna. La Federación Francesa de Sociedades Feministas se creó para reunir a asociaciones que también podrían tener diferentes opiniones y medios de acción. Se trata de la primera vez que se usa el término feminista en el nombre de una asociación. Los humanistas que pertenecían a la organización sentían que era del interés común de ambos sexos que los hombres participaran en el movimiento, en contraste con otros que sentían que el movimiento era puramente una preocupación de las mujeres.

## Historia
Aline Valette se unió al comité que organizó el primer congreso en mayo de 1882 y representó a una unión de costureras de corta duración en el congreso. El congreso que se desarrolló del 13 al 15 de mayo de 1892 fue muy concurrido con feministas socialistas. El congreso no logró desarrollar propuestas prácticas o una política coherente. La tarea principal de la federación se definió sobre cómo preparar un "Cuaderno de quejas femenino". Eugénie Potonié-Pierre renunció a su cargo como secretaria el 17 de junio de 1892 después de una disputa sobre su autoridad y fue reemplazada por Valette  . 
Valette fundó el tabloide semanal L'Harmonie sociale, que apareció por primera vez el 15 de octubre de 1892 como un medio para ponerse en contacto con mujeres trabajadoras para comprender sus preocupaciones. La cabecera tenía el mensaje socialista: "La emancipación de la mujer está en el trabajo emancipado". Sin embargo, los colaboradores de la revista, que incluían a Eliska Vincent, Marie Bonnevial y Marya Chéliga-Loevy, estaban más interesadas en el feminismo que en el socialismo. La revista serializó "La Mujer bajo el socialismo" de August Bebel y publicó varios textos y resoluciones de congresos socialistas, aunque estaba lejos de ser marxista. El diario se serializó una novela sentimental de Chéliga-Loevy que contaba la historia de una joven inocente que sufrió varias desgracias y al final abrazó el socialismo. 
La lista de quejas pedía que las mujeres tuvieran acceso a todos los niveles de educación y a todas las profesiones, y exigía que se abolieran todos los artículos del código napoleónico que discriminaban a las mujeres . El 1 de mayo de 1893, la Federación envió delegaciones que depositaron copias de la lista de quejas en las oficinas de los alcaldes de los veinte distritos de París. Esta resultó ser la única acción importante de la Federación. En la asamblea general de 1893, Valette declaró que la Federación constaba de dieciséis grupos con una membresía total de 35,000 figuras, pero los últimos números no tenían fundamento en la realidad. Al carecer de un liderazgo fuerte, la Federación se desintegró. El último número de Social Harmony apareció en julio de 1893. Como secretaria de la Federación de Sociedades Feministas, Valette asistió al congreso de 1893 del Partido Obrero Francés (POF) y se convirtió en miembro del consejo nacional del POF.